# Cordulegaster sarracenia
Cordulegaster sarracenia là loài chuồn chuồn trong họ Cordulegastridae. Loài này được Abbott & Hibbitts mô tả khoa học đầu tiên năm 2011.